# Galeodes babylonicus
Galeodes babylonicus es una especie de arácnido  del orden Solifugae de la familia Galeodidae.

## Distribución geográfica
Se encuentra en Irak y en Israel.